# Rhacophorinae
Rhacophorinae vormen een onderfamilie van kikkers uit de familie schuimnestboomkikkers (Rhacophoridae). De groep werd voor het eerst wetenschappelijk beschreven door Abraham Carel Hoffmann in 1932. Oorspronkelijk werd de wetenschappelijke naam Polypedatidae gebruikt.
Er zijn ongeveer 400 verschillende soorten die verdeeld worden in zeventien geslachten. Het geslacht Nasutixalus werd pas in 2016 voor het eerst beschreven en wordt in veel literatuur nog niet vermeld. Alle soorten komen voor in tropisch Afrika en Azië tot gematigde streken in China en Japan.

## Taxonomie
Onderfamilie Rhacophorinae
- Geslacht Beddomixalus
- Geslacht Chiromantis
- Geslacht Feihyla
- Geslacht Ghatixalus
- Geslacht Gracixalus
- Geslacht Kurixalus
- Geslacht Liuixalus
- Geslacht Mercurana
- Geslacht Nasutixalus
- Geslacht Nyctixalus
- Geslacht Philautus
- Geslacht Polypedates
- Geslacht Pseudophilautus
- Geslacht Raorchestes
- Geslacht Rhacophorus
- Geslacht Taruga
- Geslacht Theloderma

Taxon inquirendum:
- Geslacht Dendrobatorana
- Soort Hylambates dorsalis

Buergeriinae · 
Rhacophorinae